# Heinz Brandt der Fremdenlegionär

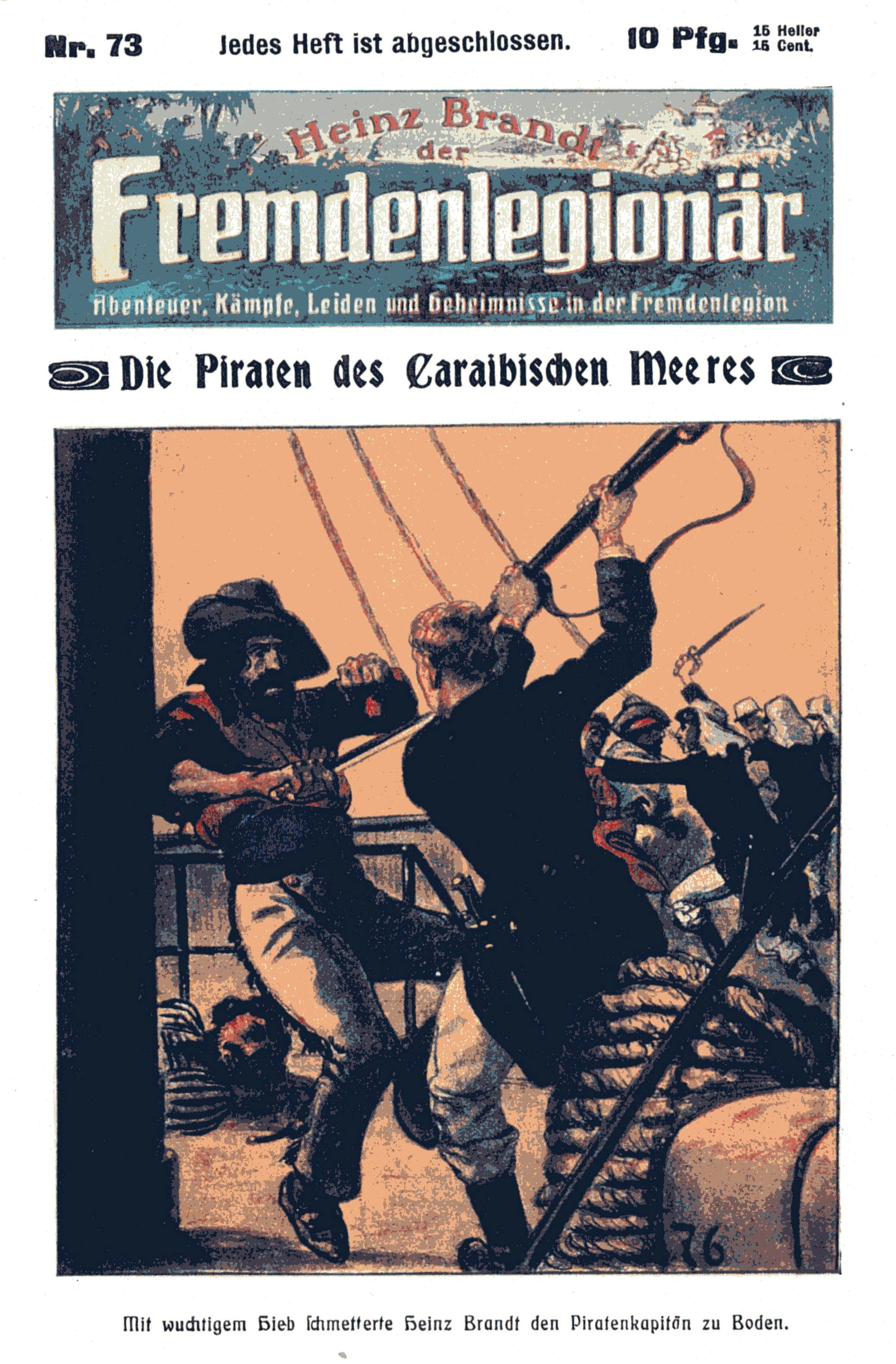
Titelbild Heinz Brandt der Fremdenlegionär, Band 73, Erscheinungsjahr 1914

Heinz Brandt der Fremdenlegionär, Untertitel: Abenteuer, Kämpfe, Leiden und Geheimnisse in der Fremdenlegion, war eine deutsche Heftromanserie im Mittelformat, die von 1914 bis 1921 in 332 Bänden erschien. Nach dem Ausbruch des Ersten Weltkriegs im August 1914 wurde der Titel in Heinz Brandt der ehemalige Fremdenlegionär abgeändert. Publiziert wurde die Serie im Dresdener Mignon-Verlag. Der Verkaufspreis betrug 10 Pfennige, in Österreich 10 Heller. Über den oder die Verfasser der Hefte liegen keine Informationen vor. 

## Inhalt
Protagonist der Serie ist der junge und intelligente deutsche Staatsangehörige Heinz Brandt, der in der Französischen Fremdenlegion dient. Er ist besonnen und loyal gegenüber seinen französischen Vorgesetzten, aber auch deutscher Patriot:
„Es ist zwar schade um jeden Deutschen, der seine Knochen für Frankreich zu Markte trägt, aber da wir nun einmal französische Soldaten sind, Fremdenlegionäre, so müssen wir beweisen, daß ein deutscher Soldat keine Furcht kennt.“
Mit Ausbruch des Ersten Weltkriegs wurde das Konzept der Serie verändert. Offenbar desertiert Heinz Brandt aus der Legion und tritt in das Deutsche Heer ein. Bis Band 80 war die Handlung in der Legion angesiedelt, wo Brandt in französischen Kolonien in Nord- und Westafrika (Die Rache des Kabylen, Bd. 2, Die Amazonen von Dahome, Bd. 51), auf Madagaskar (In den Urwäldern Madagaskars, Bd. 10) oder in Indochina (Der Melonenhändler von Ha-Noi, Bd. 36) oder Westindien (Der Negeraufstand von Fort de France, Bd. 74) gegen Aufständische, Piraten und Räuber kämpfte.
Ab Band 80 wird Heinz Brandt als deutscher Soldat, später Feldwebel, an allen Fronten des Weltkriegs eingesetzt, in Frankreich (Mit den Bayern bei Metz, Bd. 87), in Flandern (Die Wacht in Flandern, Bd. 119), in Russland (Der Adjutant des Zaren, Bd. 155), in Serbien (Im Kampf mit serbischen Komitatschis, Bd. 183), Rumänien (Auf Jagdkommando nach Rumänien hinein, Bd. 200) bis nach Syrien, Palästina, Ägypten und Mesopotamien (Der Spion von Damaskus, Bd. 238, Im Schlachtengetümmel von Gaza, Bd. 247, Hauptmann Johannsen in Ägypten, Bd. 251, Das Kastell am Euphrat, Bd. 267). Nach dem Krieg ist Brandt offenbar als Abenteurer in Lateinamerika tätig (Die Flusspiraten vom Amazonas, Bd. 327). Dort endet die Serie mit Band 332: Ein Verlorener der Wildnis.

## Historischer Kontext
Die Serie steht offenbar im Kontext einer deutschen Kampagne gegen die Fremdenlegion, die 1908 aufgrund der Casablanca-Affäre forciert wurde, als zahlreiche deutsche Legionäre mit Hilfe des deutschen Konsuls in Casablanca aus der Legion desertierten. Auf der Rückseite der Hefte fand sich der diesbezügliche Text:
„Die Fremdenlegion ist eine kulturwidrige moderne Sklaventruppe, als Kanonenfutter der Franzosen im ständigen Kampfe gegen blutdürstige und aufrührerische Eingeborenen-Stämme. Zur eindringlichen Warnung für Abenteuerlustige enthüllt Heinz Brandt in den vorliegenden Heften in schonungsloser Weise den wahren Charakter der Fremdenlegion, wobei so haarsträubende Einzelheiten über das menschenunwürdige, barbarische, Gesundheit und Moral hochgradig gefährdende Leben in der Fremdenlegion zutage treten, daß der unterzeichnete Verlag sich entschlossen hat 500 Mk. Belohnung auszusetzen und demjenigen zuzusichern, der den ersten Werber für die französische Fremdenlegion auf deutschem Gebiete überführt und so zur Anzeige bringt, daß derselbe verhaftet und gerichtlich bestraft werden kann.“